# Classe SN da China Railways
A classe SN era uma série de locomotivas 0-10-0 construídas pela Baldwin Locomotive Works para a Ferrovia Gebishi, transportando passageiros e mercadorias entre a cidade de Gejiu e o Condado de Shiping. As locomotivas serviram nesta linha até o seu fechamento em 1990.
Sabe-se que pelo menos três membros da classe foram preservados. O No.23 é atualmente exibido no Museu Ferroviário da China, enquanto o No.26 está no Museu Ferroviário de Xangai, o No.29 está no Museu Ferroviário de Yunnan.

## Galeria

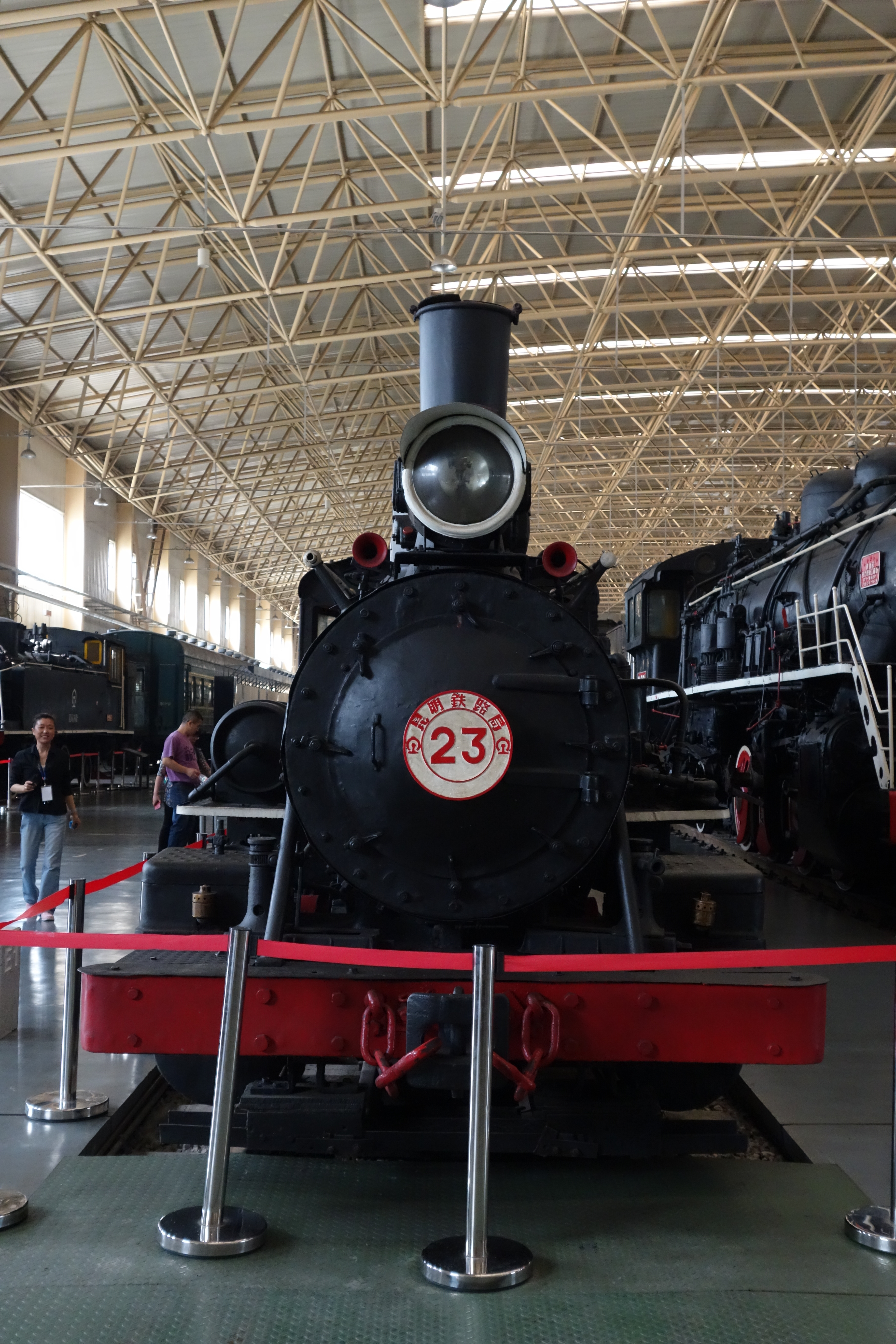
Face frontal do SN-23
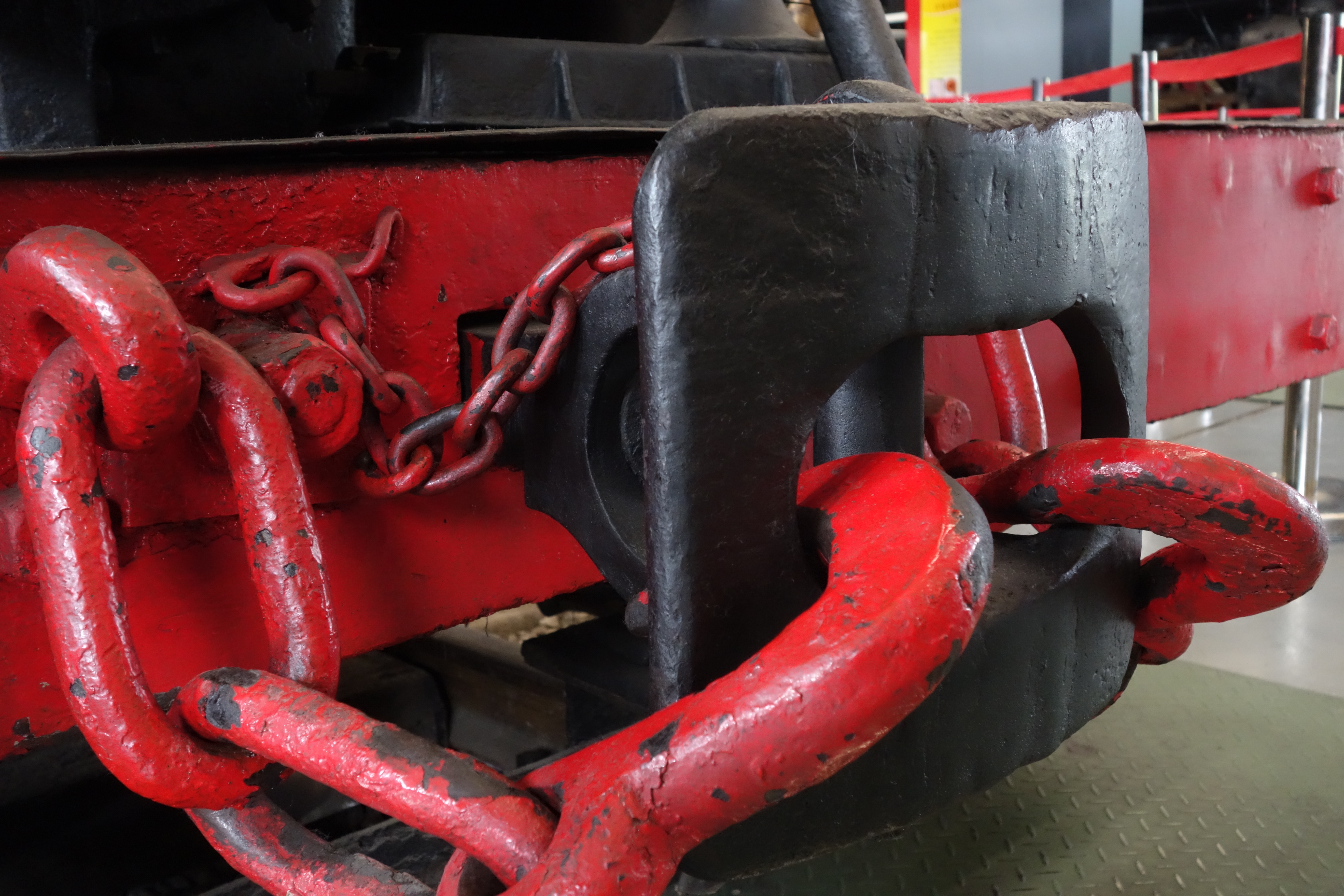
Um acoplador do SN-23
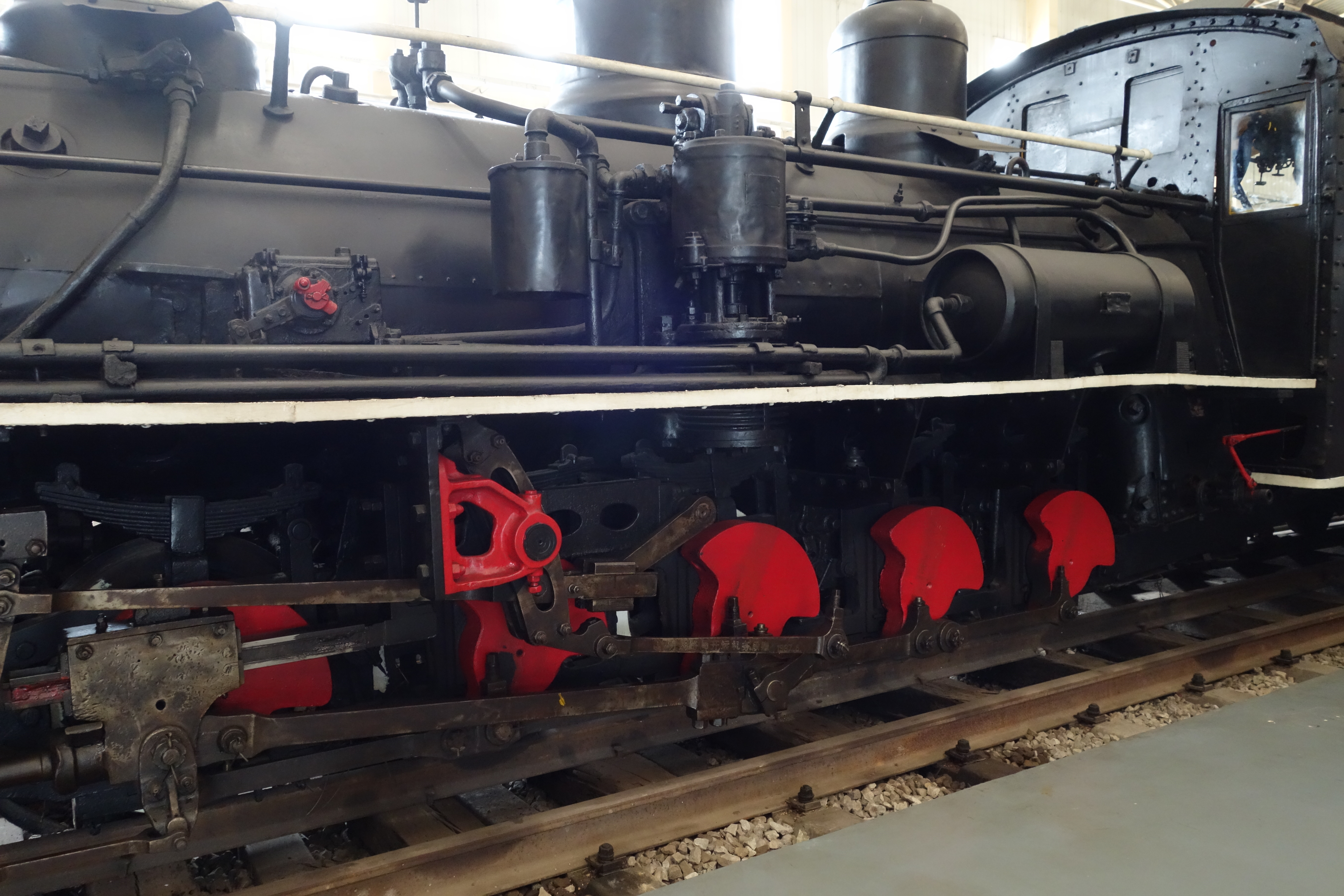
Roda motriz do SN-23
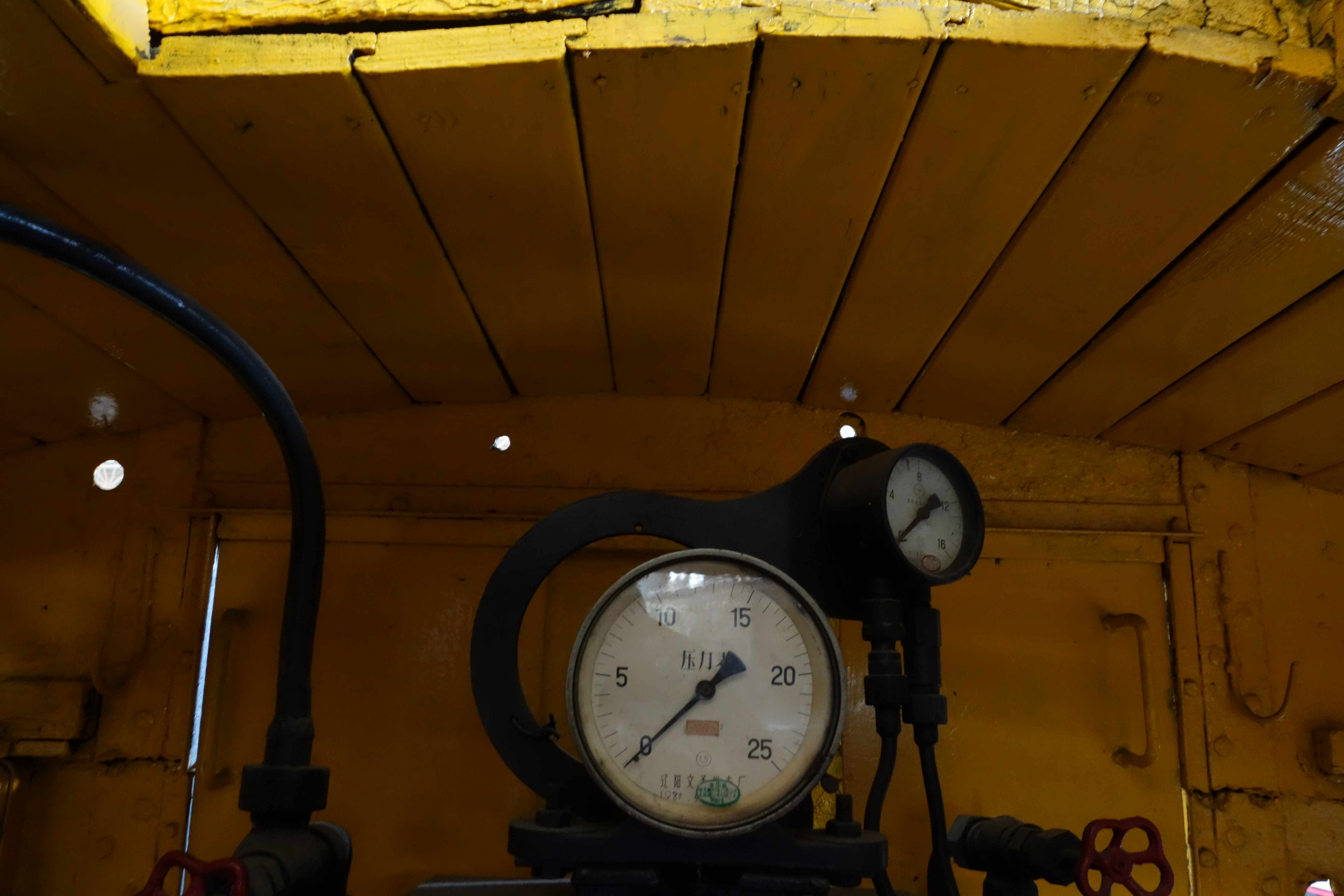
Manômetro do SN-23
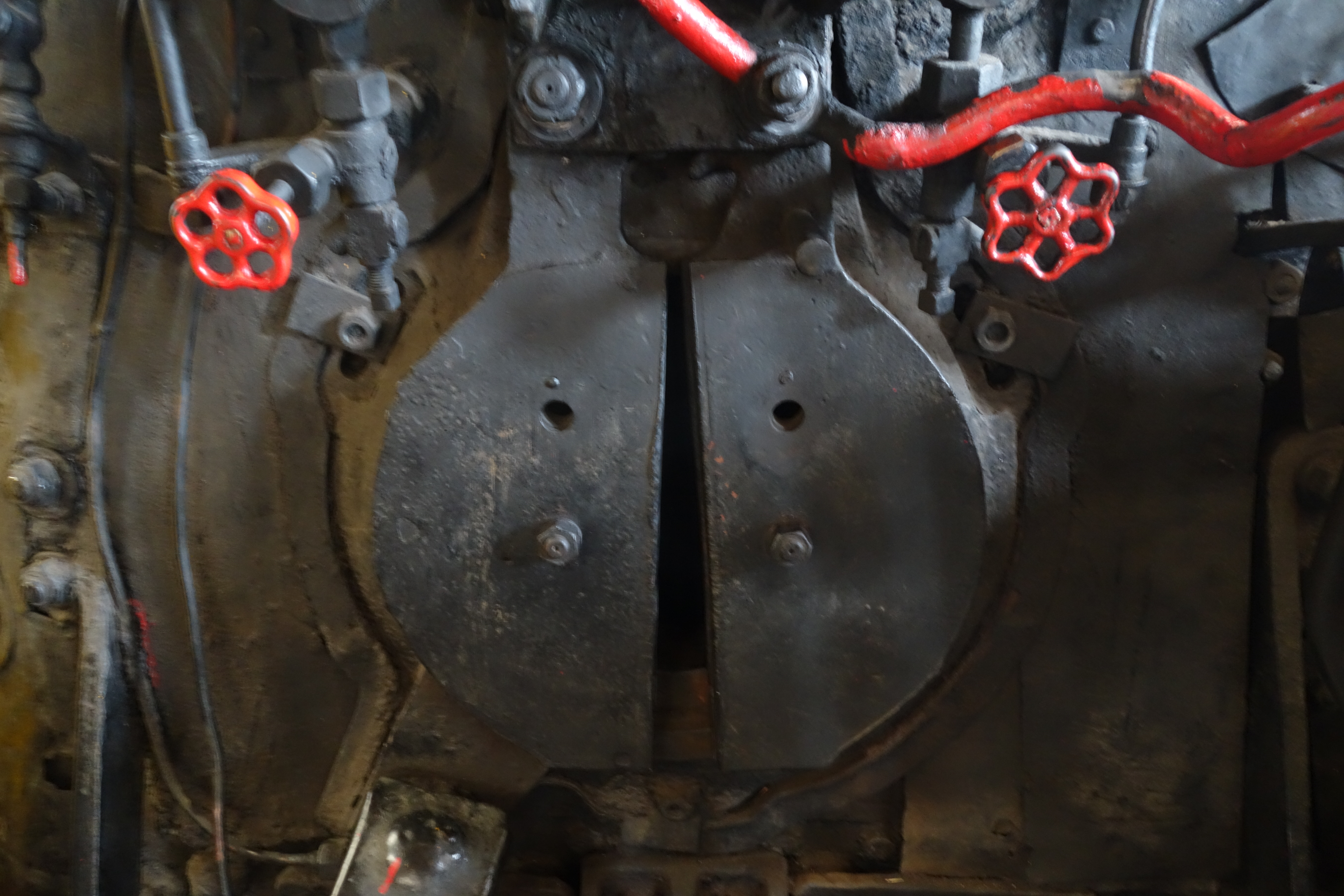
Portas de fornalha do SN-23